# Ecsenius lividanalis
Ecsenius lividanalis és una espècie de peix de la família dels blènnids i de l'ordre dels perciformes.

## Morfologia
- Els mascles poden assolir 5 cm de longitud total.[4][5]

## Reproducció
És ovípar.

## Hàbitat
És un peix marí de clima tropical i associat als esculls de corall.

## Distribució geogràfica
Es troba a les Filipines, Indonèsia, el nord d'Austràlia, Papua Nova Guinea i Salomó.